# Cheu-B
Cheu-B, de son vrai nom Steven Teby Bechara, est un rappeur français d'origine ivoirienne né dans le 17ᵉ arrondissement de Paris en 1995. Il a fait partie du groupe XV Barbar. Il est également le grand-frère du rappeur Kepler, membre du duo de rap Z-17. 

## Biographie

### Enfance et jeunesse
Issue d'une famille d'origine ivoirienne,  Cheu-B est né et a grandi dans les quartiers populaires du nord du 17ᵉ arrondissement de Paris, un secteur qu'il décrit comme ayant une forte cohésion sociale entre ses différents quartiers. Il a vécu à Pont Cardinet, La Fourche, puis Jonquière,.

### XV Barbar et débuts dans la musique (2013-2016)
Cheu-B commence sa carrière en 2013 au sein du collectif XV Barbar, qu'il forme avec d'autres jeunes des quartiers nord du 17ᵉ arrondissement. Le groupe se distingue par son énergie et son inspiration de la scène trap américaine, particulièrement des rappeurs de Chicago tels que King Von ou Young Thug. Le collectif se divise ensuite en deux entités : PSO Thug, avec Leto et Aero, et XV Barbar, où Cheu-B et ses partenaires poursuivent leur chemin. Ensemble, ils popularisent la trap en France à travers des morceaux emblématiques comme Catch Up et Bourbier. Dans le groupe, Cheu-B se démarque par son utilisation de l'autotune et d'intonation mélodique,.

### Carrière solo (depuis 2017)

#### Welcome to Skyland 1 & 2(2017 - 2021)
Après la dissolution de XV Barbar, Cheu-B entame sa carrière solo, lançant son premier projet, Welcome to Skyland, en 2017. Cet EP, qu’il considère comme une introduction à son univers qu’il appelle le "Skyland", mélange rap mélodique et trap. Il a ensuite enrichi cet univers avec une suite, Welcome to Skyland 2, sortie en 2021,.

#### Icône(2019)
En 2019, il sort son premier album solo intitulé Icône, qui marque une étape importante dans sa discographie,,. Parallèlement, il multiplie les collaborations avec des rappeurs comme Alkpote, Niska, Kaaris, 4Keus, Hayce Lemsi ou encore Leto.

#### BIGetSKY(2023)
Cinq mois après la sortie de l'EP BIG, Cheu-B publie un nouveau projet intitulé SKY, sorti le 10 novembre 2023. Cet EP, composé de six morceaux, ne comporte aucune collaboration.
Le projet est accompagné du clip du morceau « Maison blanche », réalisé par Ruban Rouge Corp. Sur une production de Lou Binks, Taria et Yaxa, Cheu-B propose un titre rythmé, illustré par un visuel travaillé.

## Styles et influences
Cheu-B se définit comme un "mec de la calle pur et dur", tout en adoptant un style musical qui mélange authenticité et modernité. Il s’inspire largement de la scène américaine, notamment des artistes de Chicago tels que King Von ou encore Young Thug. Cette influence se traduit par l’utilisation de l’autotune et une forte identité visuelle et sonore. Parmi ses références, il cite des rappeurs tels que Lacrim et Kaaris, tout en explorant des sonorités plus personnelles,.

## Polémique

### Altercation avec Hayce Lemsi
En mai 2016, Cheu-B est impliqué dans une altercation avec le rappeur Hayce Lemsi lors d’un concert place de la République à Paris, organisé pour dénoncer le délit de faciès. Une bagarre entre les deux artistes a été rapportée, entraînant l'absence d'Hayce Lemsi à l’événement. L'incident, largement relayé sur les réseaux sociaux, marque une rupture temporaire dans leurs relations avant qu'ils ne se réconcilient par la suite, comme l'a confirmé Hayce Lemsi,.

## Affaire judiciaire

### Accusation par Aqababe d'avoir frappé son ex-femme
En janvier 2025, l'influenceur gossip Aqababe accuse Cheu-B d'avoir frappé l'ancienne manageuse et meilleure amie d'Aqababe qui était la compagne de Cheu-B. Le lendemain, Cheu-B publie un communiqué de son avocat Me Rachid Madid pour dire qu'il nie les accusations et qu'il annonce porter plainte contre Aqababe.

## Discographie

### Avec le XVBarbar
- 2014 : Instinct animal
- 2015 : Instinct animal réédition
- 2015 : Le Gun ou la Rose
- 2017 : 404 Error
- 2019 : La Onda

### Apparitions
2017 : 
- Jarod - Get rich (sur l'album Attitude)

2018 : 
- Ghost Killer Track - Champagne (sur l'album Slimer Alchemist 2)
- DJ Weedim - Univers sale (sur l'album Boulangerie française Vol.2)
- Leto avec Cheu-B & The S - Romantique - French connection
- Kidd Keo - Skrr (sur l'album Keoland)
- Cinco - My Chain (sur l'album Told Y'all, Vol. 5)

2019 : 
- Tortoz - Calle (sur l'album Roze)
- Ikaz Boi - Sky Party (sur l'album Brutal 2)

2020 : 
- Djalito - En règle #7
- MB - Double Up (sur l'album À zéro)
- Aéro - L'avenir (sur l'album Prologue)
- 13 Block - PDV (sur l'album Ultrap)
- S-Pion - Maria

2021 : 
- Kepler avec Cheu-B & Leto - Guedin
- Kodes - Mauvais (sur l'album Brutal 2)
- Kore avec Cheu-B & Diddi Trix - Bad Boy Records (sur la BO de En passant pécho)
- Leto & Cheu-B - Boss (sur le crossover Carbozo, Vol. 1)
- Tiitof avec Sadek, Kanoé, ZeGuerre & Cheu-B - Bad Boy (Remix)
- Lesky avec Cheu-B & Widgunz - Mankouzoue (sur l'album Le Vrai Cabri)
- Ismo Z17 - Zoner
- Ysos - 5 étoiles

2022 :
- Leto avec Cheu-B & Kepler - Truc en moi (sur l'album 17%)
- Mégaski - Tu dead ça (sur l'album DLK 3)
- Douma Kalash - Bavette

2023 : 
- Béni Bass DJ avec Cheu-B, Negrito & ZeGuerre - Nuance
- Castro - London 2 Paris
- Boub'Z - Dans ma zone (sur l'album BDLB)
- Cashmire - Thugger
- Trafiquinte - Fédéraux
- JMK$ & Cheu-B - Canon (sur le crossover Du Nord au Sud)

2024 : 
- PHNX avec Cheu-B & Driks - Qui je suis
- Official Budz - Distro Money
- Tiakola avec Zed & Cheu-B - Dernière Danse (sur la mixtape BDLM VOL.1)